# Léon Comerre
Léon François Comerre (n. 10 octombrie 1850, Trélon, Nord-Pas-de-Calais, Franța – d. 20 februarie 1916, Plaine-de-Monceaux⁠(d), Île-de-France, Franța) a fost un pictor academic francez, renumit pentru portretele sale de femei frumoase și teme orientale.

## Viață

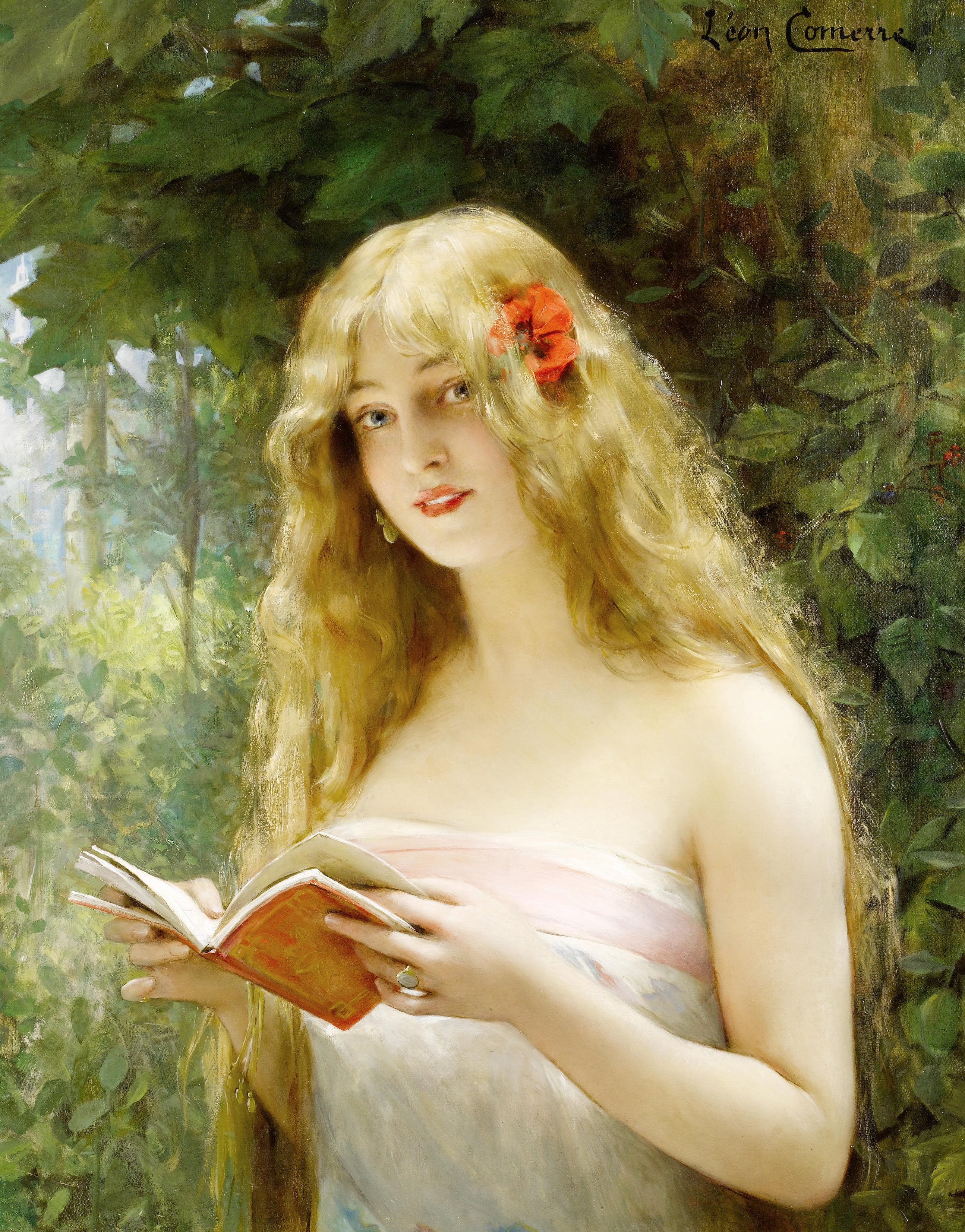
Frumoasa cititoare

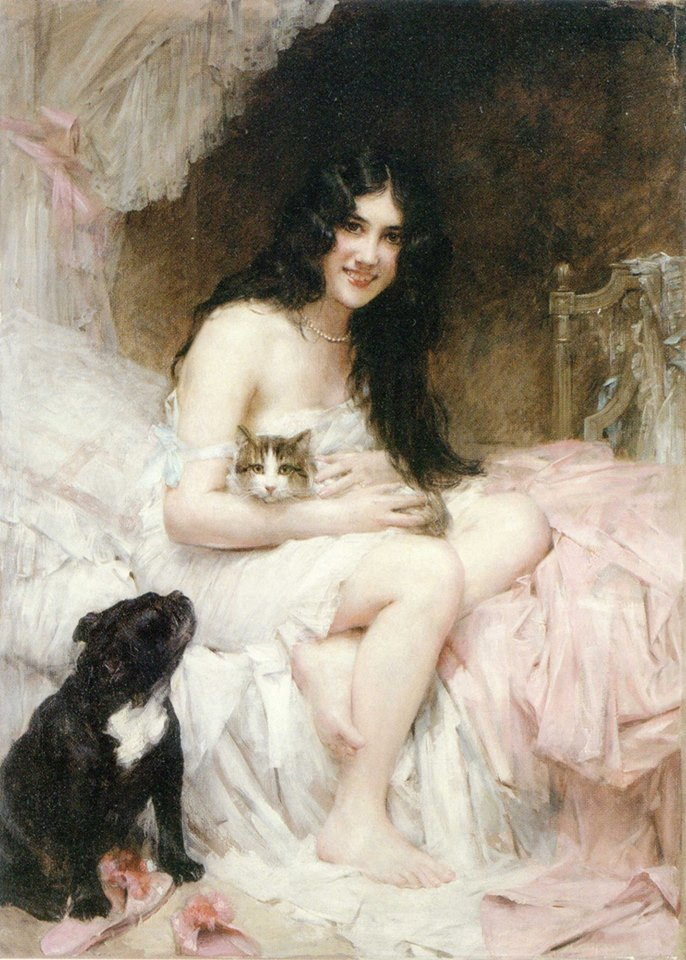
Calinerie

Comerre s-a născut în Trélon, în Département du Nord, ca fiu de învățător. S-a mutat la Lille împreună cu familia sa în 1853. De la o vârstă fragedă a manifestat un interes pentru artă și a devenit elevul lui Alphonse Colas la École des Beaux-Arts din Lille, câștigând o medalie de aur în 1867. Din 1868, o bursă din partea Département du Nord i-a permis să-și continue studiile la Paris la celebra École nationale supérieure des Beaux-Arts în atelierul lui Alexandre Cabanel. Acolo a intrat sub influența orientalismului.
Comerre a expus pentru prima dată la Salonul de la Paris în 1871 și a câștigat premii în 1875 și 1881. În 1875, a câștigat Marele Premiu al Romei pentru pictura sa „ L’Ange annonçant aux bergers la naissance du Christ ” (Îngerul care vestește păstorilor nașterea lui Hristos). Acest lucru a dus la obținerea unei burse la Academia Franceză din Roma din ianuarie 1876 până în decembrie 1879. În 1885 a câștigat un premiu la „Exposition Universelle” din Anvers. De asemenea, a câștigat prestigioase premii de artă în SUA (1876) și Australia (1881 și 1897). A devenit Cavaler al Legiunii de Onoare în 1903.
A expus la Londra la Royal Academy⁠(d) și la Royal Society of Portrait Painters și la Glasgow la Glasgow Institute of the Fine Arts.
În 1884, s-a mutat la Vésinet, o suburbie a Parisului, unde a rămas până la moartea sa în 1916.
Soția sa, Jacqueline Comerre-Paton⁠(d), a fost, de asemenea, pictoriță. Nepotul său a fost renumitul artist Albert Gleizes⁠(d).
Un catalog raisonné al operei lui Comerre a fost publicat în 1980 de Les Presses Artistiques, Paris.

## Lucrări importante
- 1875: L'Annonce aux bergers
- 1878: Jézabel devorée par les chiens
- 1878: Junon
- 1879: Le Lion amoureux
- 1880: Portrait de Jeune Fille
- 1881: Samson și Dalila
- 1882: Albine morte
- 1882: L' Étoile
- 1883: Silène et les Bacchantes
- 1883: Portretul Mademoiselle Achille Fould
- 1884: Madeleine
- 1884: Pierrot
- 1888: Le Printemps, le Destin et l'Hiver (triptyque)
- 1903: À bicyclette au Vésinet

Lucrări (selecție)
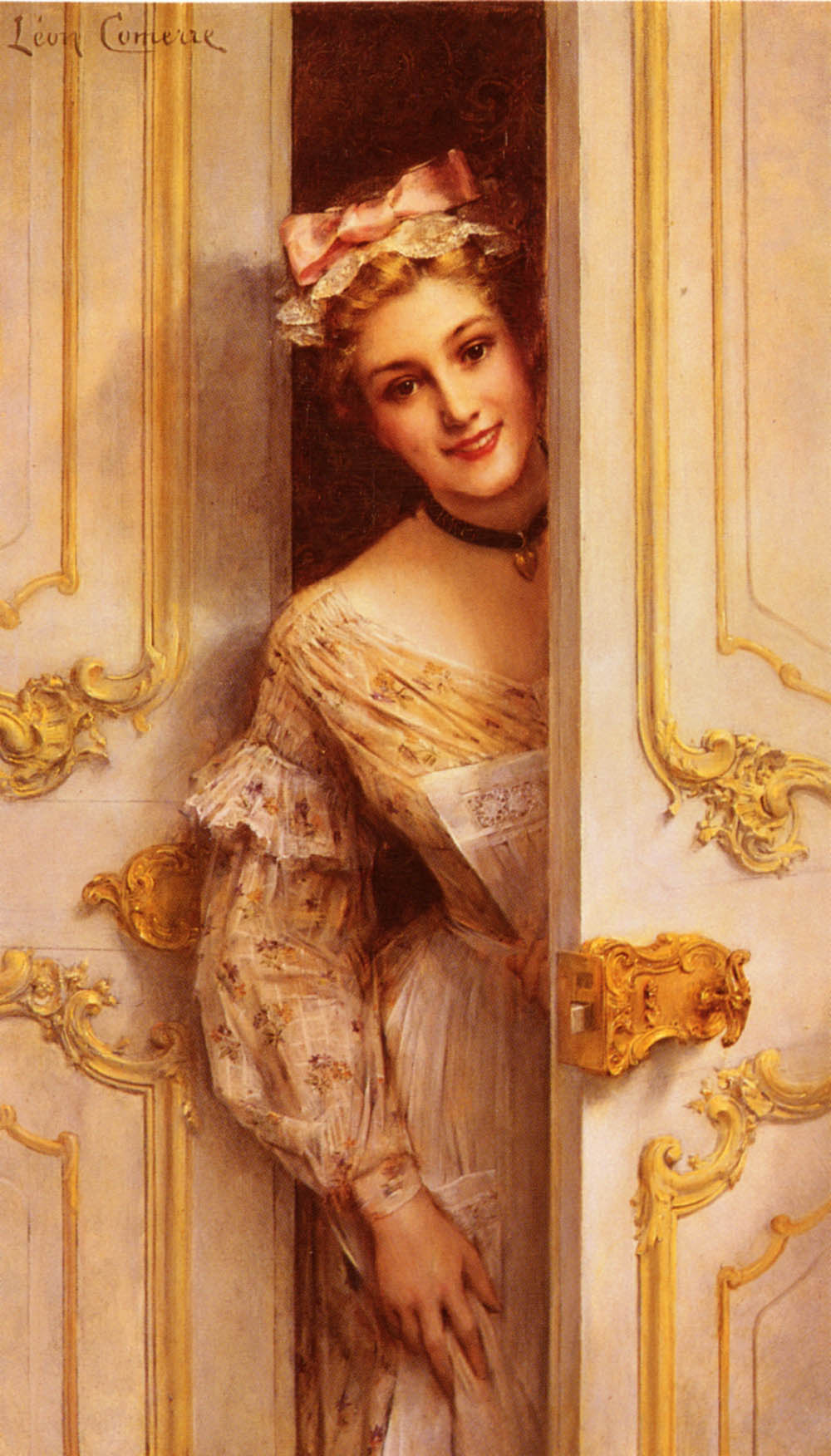
Frumoasa Servitoare
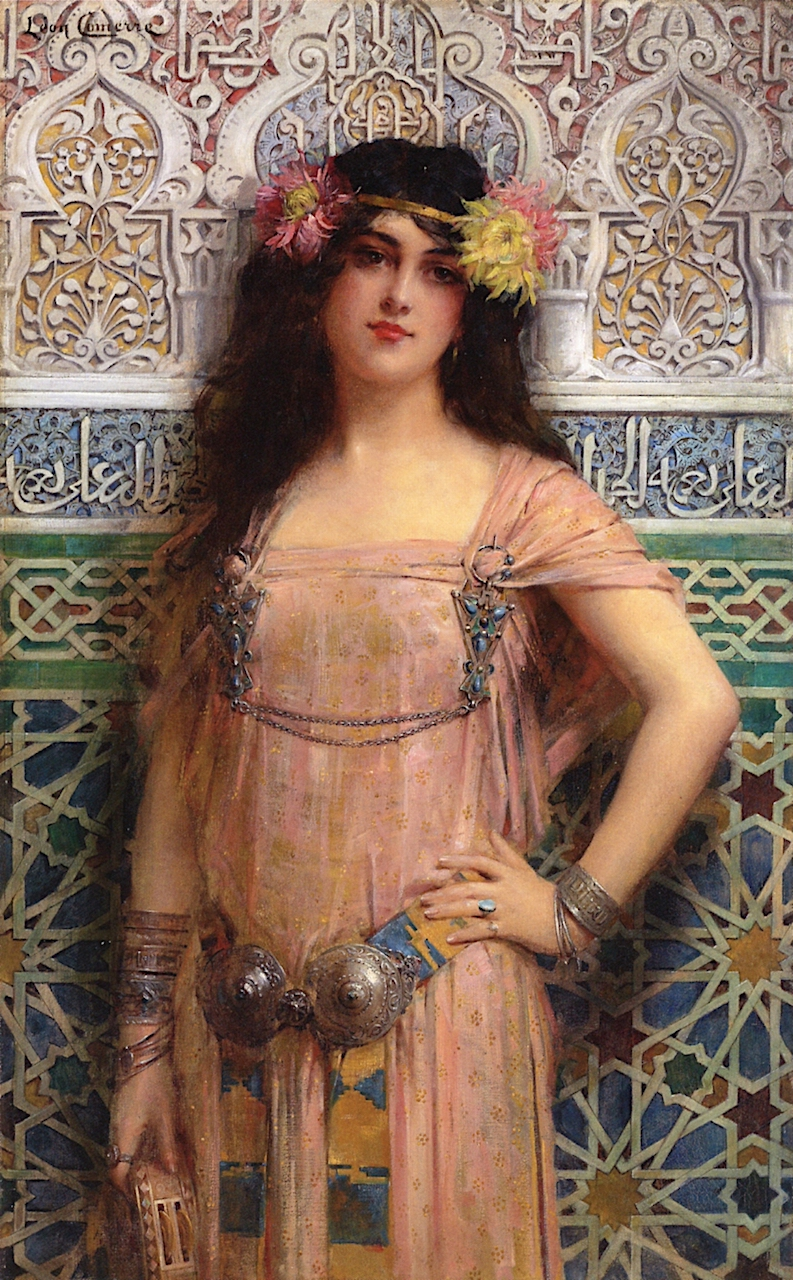
Colecția privată preferată
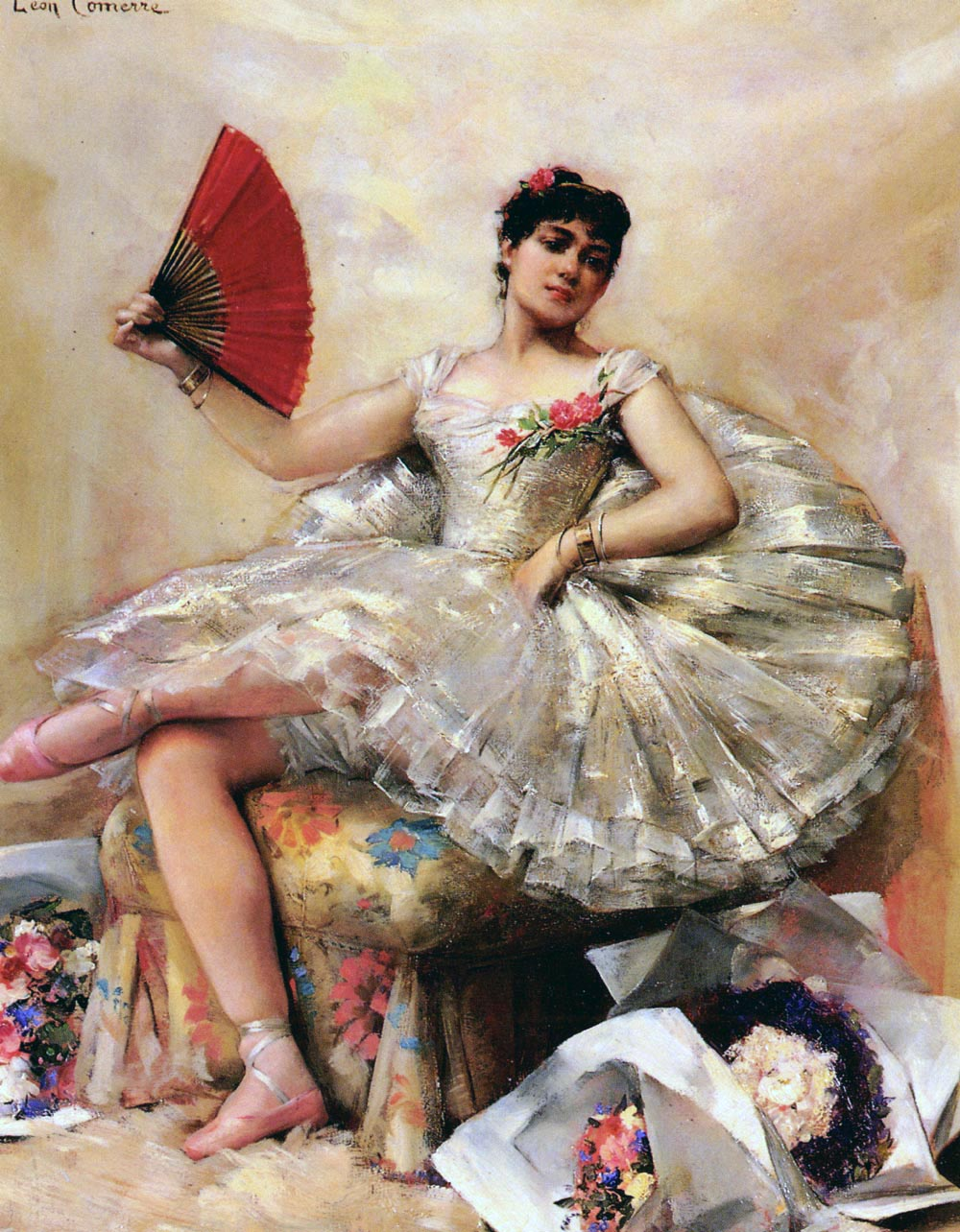
Portretul Balerinei Rosita Mauri
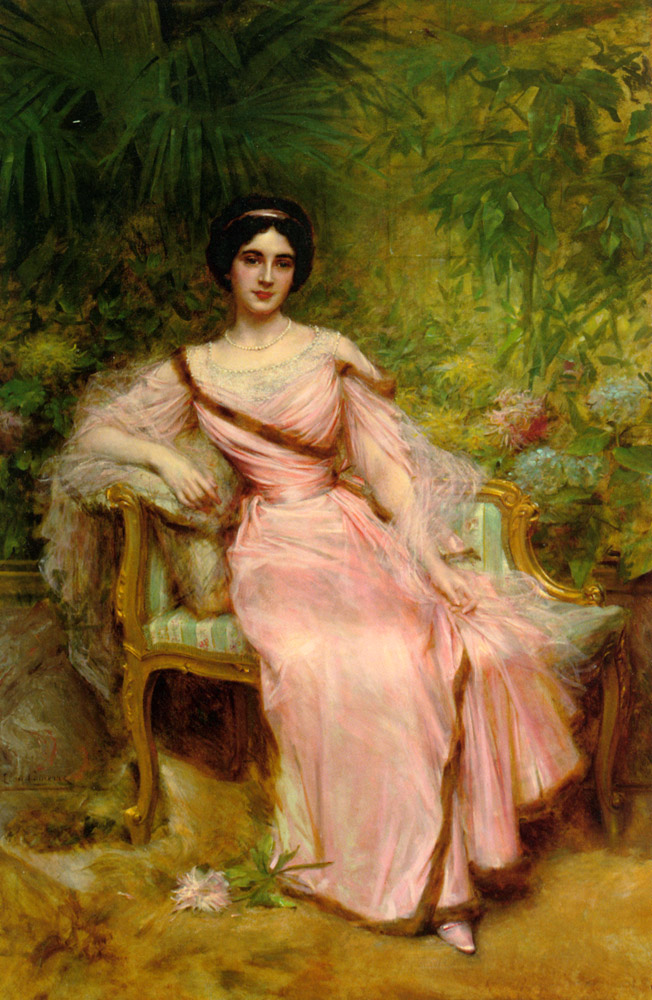
Portretul Suzannei Hudelo
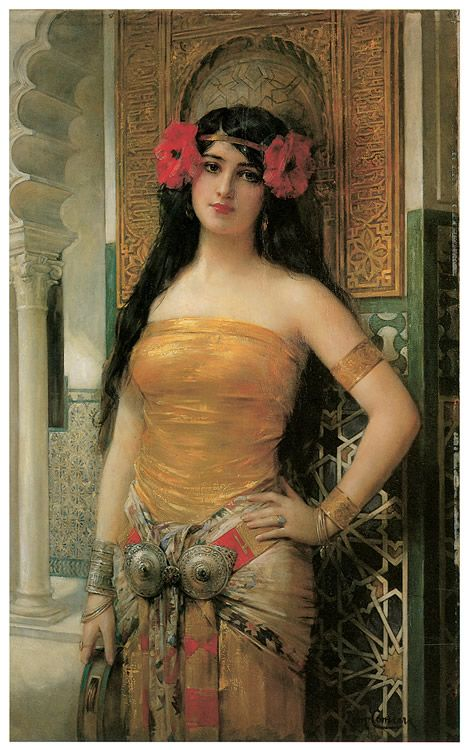
L'Odalisque
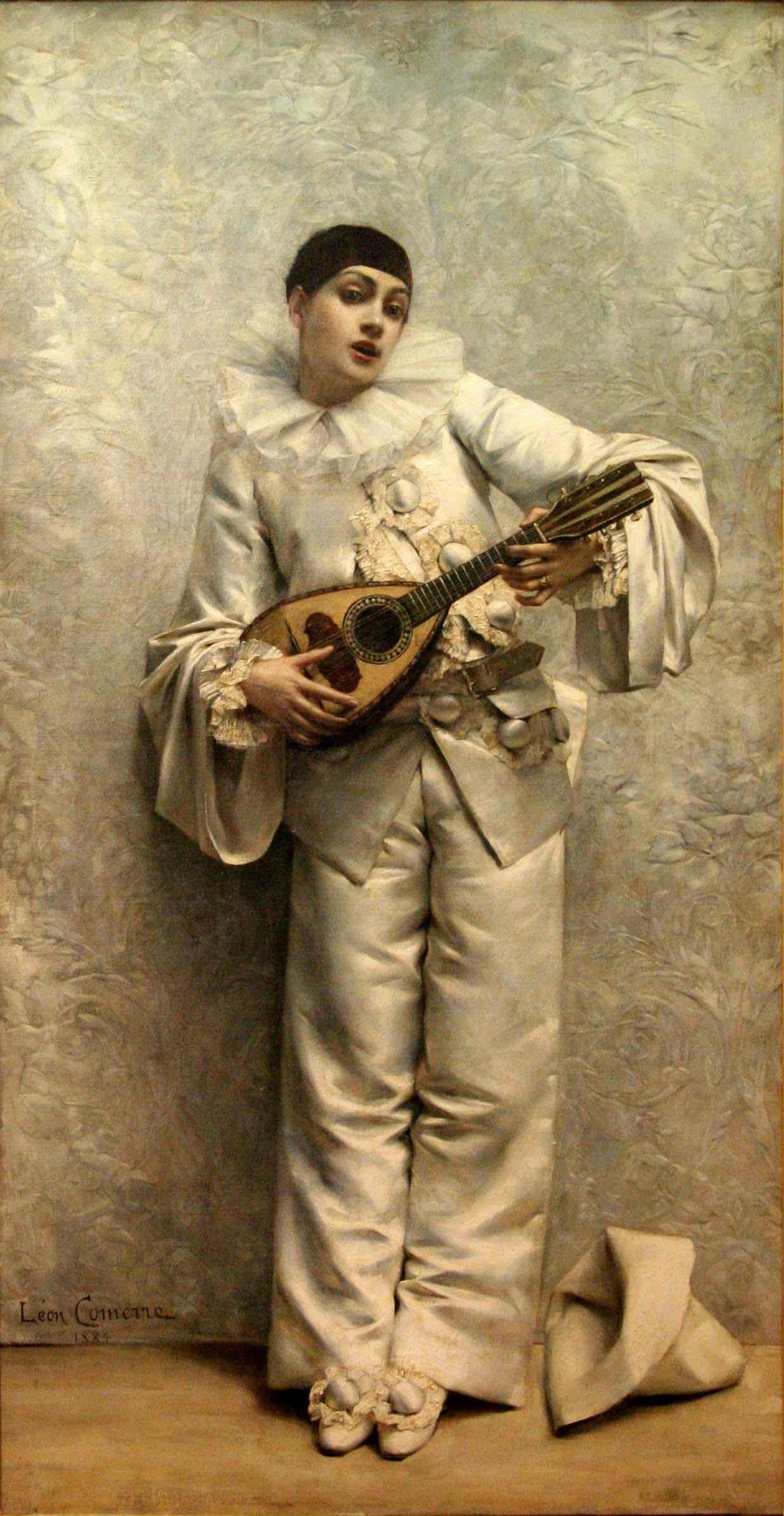
Pierrot cântând la mandolină
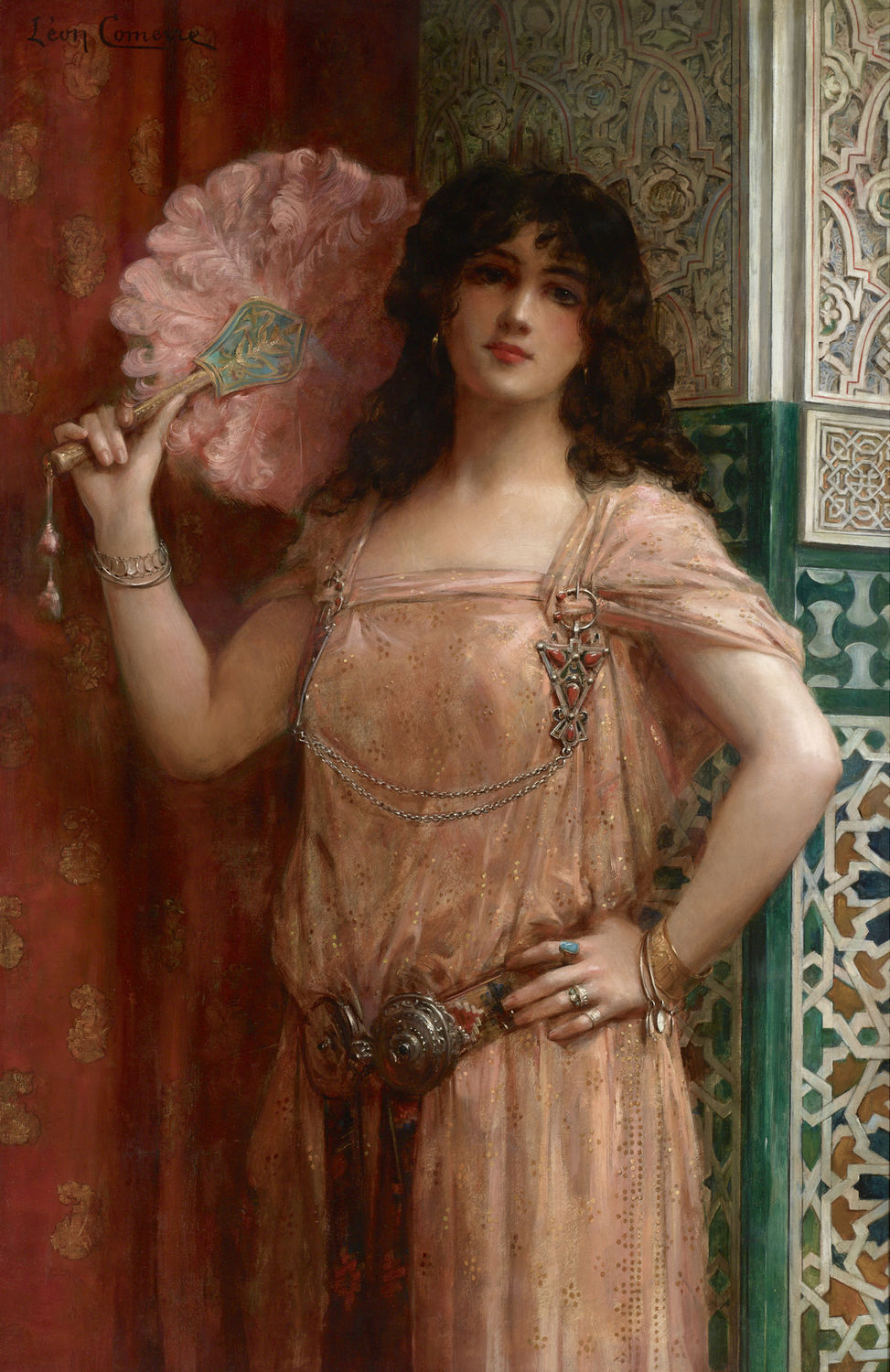
L'odalisque à l'eventail